# Titiyo
Titiyo Yambalu Felicia Jah, artistnamn Titiyo, ursprungligen Jarr, född 23 juli 1967 i Gustav Vasa församling, Stockholm, är en svensk pop- och soulsångare. Titiyos genombrott kom med 1989 års "Talking to the Man in the Moon", och hon har totalt tilldelats fyra Grammisar.

## Biografi

### Bakgrund och familj
Titiyo är dotter till musikern Ahmadu Jah och danspedagogen Maylen Bergström. Hon är vidare halvsyster till sångaren Neneh Cherry. Tillsammans med Magnus Frykberg har hon en dotter och med fotografen Viktor Flumé en dotter född 2017. Hon är medlem av Långarydssläkten.

### Tidig karriär
Musiker var för Titiyo inte ett självklart yrkesval, trots att hon växte upp med musiker omkring sig. Det var halvsystern Neneh Cherry som påverkade henne att trots allt satsa på en karriär som sångare. Sommaren 1987 fick hon sitt första stora körjobb bakom Orup under Rock runt riket 1987-turnén. På Jakob Hellmans album ...och stora havet (1989) hörs Titiyo på körsång på spåret Avundsjuk på dej. Hon medverkade även samma år på singeln Din man med Eric Gadd samt på Johan Kindes första soloalbum. 
1988 fick Titiyo skivkontrakt med nystartade skivbolaget Telegram. Hennes första singel, "Break My Heart (But Don't Waste My Time)", kom samma år. 1989 fick hon ett stort genombrott med hiten "Talking to the Man in the Moon" (6:e plats på svenska singellistan) som ledde till en Grammis som årets nykomling. 1990, året för den självbetitlade albumdebuten, belönades Titiyo med ytterligare en Grammis, nu som bästa kvinnliga pop/rockartist. Under 1990-talet etablerade Titiyo sig som en av de främsta svenska soulsångarna, och hon blev bland annat kallad för en svensk "Aretha Franklin". Titiyo sjöng på andra albumet även en cover på Franklins hitlåt "Never Let Me Go". Titiyos tre första skivor producerades av Magnus Frykberg.
Den tredje skivan, 1997 års Extended, gav Titiyo ytterligare en Grammis. På albumet hade Titiyo nu större kontroll över produktionen och låtskrivandet, och sången hade utvecklats från ren soul mot en mer blues-inspirerad känsla.
I slutet av 1990-talet uppträdde Titiyo på firmafester och sjöng i en reklamfilm för shampoot Finesse. Hon var även en av artisterna på Stockholms vattenfestival.

### Senare karriär
Med fjärde skivan, den mer rockinfluerade Come Along från 2001, arbetade hon ihop med Joakim Berg (Kent) och Peter Svensson (The Cardigans). Resultatet blev svenska och internationella framgångar med främst den flitigt spelade singeln "Come Along". Albumet sålde minst 80 000 exemplar i Sverige och gavs året efter även ut i USA.

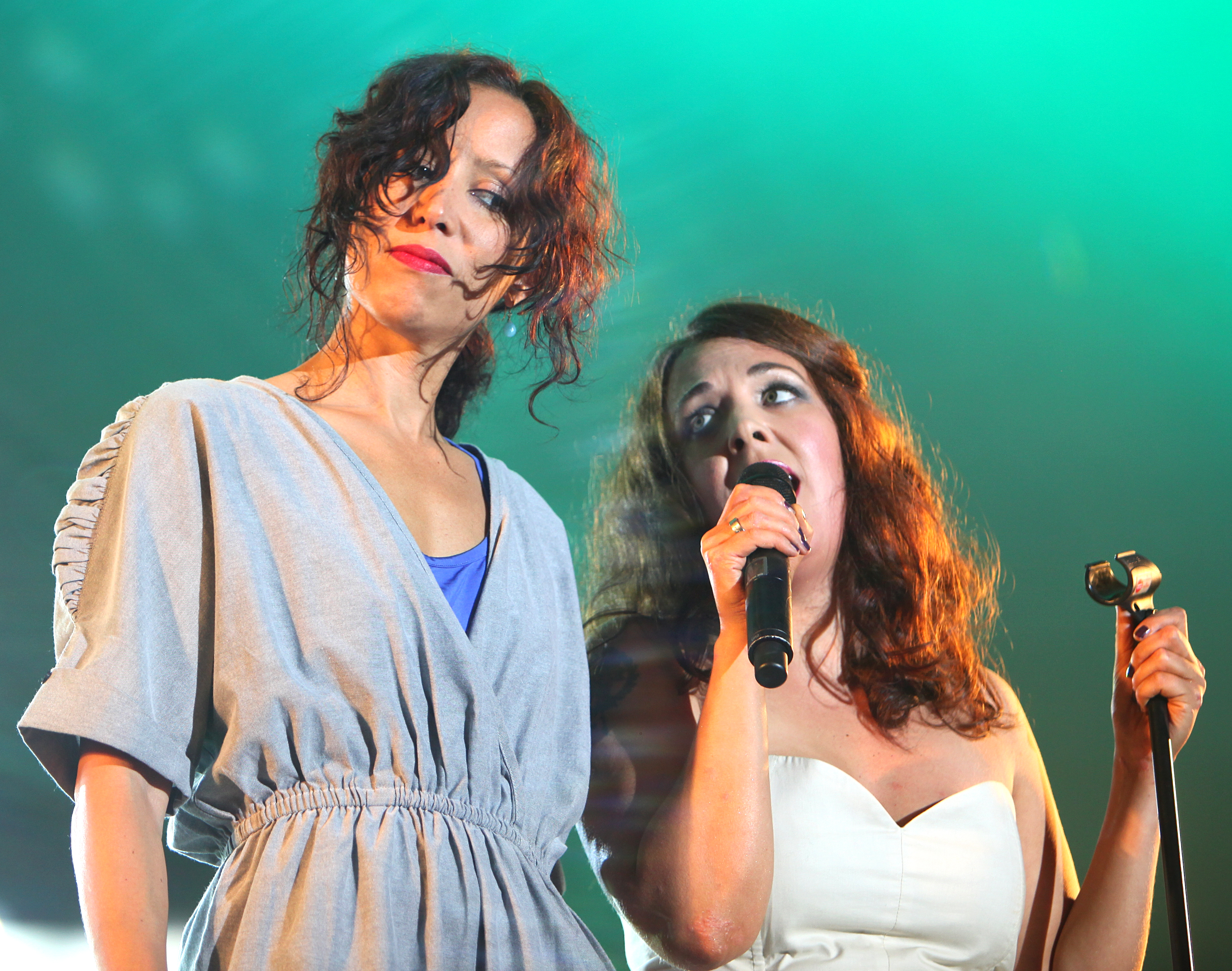
Titiyo har genom åren sjungit tillsammans med många andra svenska artister. På 2009 års Stockholm Pride gjorde hon det med Marit Bergman.

2004 släppte Titiyo samlingsskivan Best of Titiyo. Första nya studioalbumet på sju år, det mörkare och electronica- och krautrockinspirerade Hidden, utkom 2008.
År 2010 bildade Titiyo tillsammans med Theodor Jensen duon Keep Company. De släppte 29 december 2010 skivan Keep Company.
Titiyo medverkade 2013 i den fjärde säsongen av TV4:s Så mycket bättre. Från programmet fick hon listplaceringar på Digilistan och Sverigetopplistan med sin tolkning av Ken Rings "Själen av en vän". Även hennes tolkningar av Nationalteaterns "Men bara om min älskade väntar" och Agnes "I Need You Now" gick in på Digilistan.
I premiärprogrammet av SVT's Jills veranda som sändes 22 januari 2014 medverkade Titiyo.
I juni 2014 släpptes singeln "Drottningen är tillbaka", Titiyos första skivutgåva på svenska.  Efter att ha försenats ett år från den ursprungliga planen kom albumet 13 Gården ut i oktober 2015. Titeln är tagen från den gård i Solna där Titiyo tillbringade sin uppväxt.
2023 deltog hon i SVT:s underhållningsprogram Songland.

## Diskografi

### Studioalbum (solo)
- 1990 – Titiyo (svensk listplacering: #3)
- 1993 – This Is Titiyo (#1)
- 1997 – Extended (#27)
- 2001 – Come Along (#1)
- 2008 – Hidden (#18)
- 2015 – 13 Gården (#5)[14]

### Studioalbum som Keep Company
- 2010 – Keep Company (#35[15])

### Studioalbum som El Rojo Adios
- 2012 – El Rojo Adios[16]

### Samlingsalbum
- 2004 – A Collection of Songs (#32)
- 2013 – Collection

### Singlar på topplistor
| År   | Singel                                                       | Album                 | Listposition | Listposition | Listposition  | Listposition | Listposition | Listposition | Listposition | Listposition   |
| År   | Singel                                                       | Album                 | Sverige      | Danmark      | Nederländerna | Frankrike    | Tyskland     | Österrike    | Schweiz      | Storbritannien |
| ---- | ------------------------------------------------------------ | --------------------- | ------------ | ------------ | ------------- | ------------ | ------------ | ------------ | ------------ | -------------- |
| 1989 | "Talking to the Man in the Moon"                             | Titiyo                | 6            | —            | —             | —            | —            | —            | —            | —              |
| 1989 | "After the Rain"                                             | Titiyo                | 13           | —            | —             | —            | —            | —            | —            | 60             |
| 1990 | "Flowers"                                                    | Titiyo                | —            | —            | —             | —            | —            | —            | —            | 71             |
| 1993 | "Never Let Me Go"                                            | This Is               | 25           | —            | —             | —            | —            | —            | —            | —              |
| 1994 | "Tell Me (I'm Not Dreaming)"                                 | This Is               | —            | —            | —             | —            | —            | —            | —            | 45             |
| 1995 | "It Should Have Been You" (feat. Blacknuss & Jennifer Brown) | Blacknuss Allstars    | —            | —            | —             | —            | —            | —            | —            | —              |
| 1996 | "We Vie" (feat. Stakka Bo, Fleshquartet & Nåid)              | Endast singelskiva    | 10           | —            | —             | —            | —            | —            | —            | —              |
| 2001 | "Come Along"                                                 | Come Along            | 3            | 7            | 20            | 13           | 11           | 9            | 22           | —              |
| 2001 | "1989"                                                       | Come Along            | —            | —            | 88            | 23           | —            | —            | 83           | —              |
| 2004 | "Lovin' Out of Nothing"                                      | A Collection of Songs | 17           | —            | —             | —            | —            | —            | —            | —              |
| 2008 | "Longing for Lullabies" (feat. Kleerup)                      | Kleerup               | 7            | 14           | —             | —            | —            | —            | —            | —              |
| 2008 | "300 Slow Days In a Row" (feat. Marit Bergman)               | Endast singelskiva    | —            | —            | —             | —            | —            | —            | —            | —              |
| 2014 | "Drottningen är tillbaka"                                    | 13 Gården             | —            | —            | —             | —            | —            | —            | —            | —              |
| 2018 | "Som ingenting"                                              | Endast singelskiva    | —            | —            | —             | —            | —            | —            | —            | —              |

## Priser och utmärkelser
| År   | Pris        | Kategori / Beskrivning              |
| ---- | ----------- | ----------------------------------- |
| 1989 | Grammis     | Årets nykomling                     |
| 1990 | Grammis     | Bästa kvinnliga pop/rockartist      |
| 1990 | Rockbjörnen | Årets svenska kvinnliga artist      |
| 1997 | Grammis     | Bästa kvinnliga pop/rockartist      |
| 2001 | Grammis     | Årets låt                           |
| 2001 | Rockbjörnen | Årets svenska låt                   |
| 2018 |             | Invald i Swedish Music Hall of Fame |